# 李時榮
李時榮（1573年—1625年），字元敷，号层峰，南直隶松江府上海县民籍华亭县人，明朝政治人物。

## 生平
万历三十一年（1603年）癸卯科应天乡试舉人，三十五年（1607年）丁未科進士，初授福建宁德县知县，三十八年改知莆田县，三十九年秩满，行取考選江西道御史，天启元年（1621年）奉差长芦巡盐，官至太僕寺少卿。天启五年卒，年五十三。

## 家族
曾祖李昇安。祖父李承芳。父李先春。母曹氏。永感下。
妻董恭人，生二女，以外孙京孙（长婿章肇开子）、兰孙（次婿杜元培子）为嗣。